# Deborah Rush
Deborah Rush (Chatham, 10 de abril de 1954) é uma atriz norte-americana, conhecida pela participação na série Orange Is the New Black.